# 讖緯
讖緯（しんい）とは、古代中国で行われた予言のことであり、讖緯の説、讖緯思想、図讖などと呼ばれている。

## 概要
元来は、讖と緯とは別のものである。讖とは、未来を予言することを意味しており、予言書のことを「讖記」などと呼んでいる。それに対して、緯とは、儒教の経典に対応する「緯書」と呼ばれる書物群を指すものである。しかし、後には、この二者はともに予言を指す言葉と、それを記した書物として、併せて用いられるようになり、「讖緯」という用語が予言を指すようになった。
『隋書』「経籍志」には、
説者又た云う、孔子は既に六経を叙し、以って天人の道を明らかにするも、後世には、その意に稽同すること能わざるを知り、別に緯及び讖を立て、以って来世に遺す。
と見えている。

## 歴史
讖緯説が著しく発展したのは、王莽の新の時代である。王莽の即位を予言する瑞石が発見された、とされ、王莽自身も、それを利用して漢朝を事実上簒奪した。
儒教の経書に対する緯書が後漢代にも盛んに述作され、それらは全て聖人である孔子の言として受け入れられた。後漢の光武帝も、讖緯説を利用して即位している。また、春秋戦国時代の天文占などに由来する讖記の方も、緯書の中に採り入れられて、やがては、それらも、孔子の言であるとされるようになった。讖緯に批判的な当時の大儒者であった鄭玄や馬融らも、緯書を用いて経典を解釈すること自体には全く違和感を持っていなかった。よって、五経に対する緯書は言うに及ばず、当時は経典の中に数えられていなかった『論語』に対する『論語讖』というものまで述作されるに至った。その一方で、桓譚(かんたん)や張衡のような、讖緯説を信じない者は不遇をかこった。
讖緯の説は、その飛躍の時代である王莽の新の時代以来、王朝革命、易姓革命と深く結びつく密接不可分な存在であったため、時の権力からは常に危険視されていた。よって、南北朝以来、歴代の王朝は讖緯の書を禁書扱いし、その流通を禁圧している。